# Трудолюбовка (Софиевский район)
Трудолюбовка (укр. Трудолюбівка) — село,
Новоюльевский сельский совет,
Софиевский район,
Днепропетровская область,
Украина.
Код КОАТУУ — 1225285505. Население по переписи 2001 года составляло 118 человек .

## Географическое положение
Село Трудолюбовка находится на расстоянии в 0,5 км от села Степовое и в 1,5 км от села Новоюльевка.
По селу протекает пересыхающий ручей с запрудой.
Рядом проходит автомобильная дорога Н-11.